# Lijst van onroerend erfgoed in Nieuwpoort
Een overzicht van het onroerend erfgoed in de gemeente Nieuwpoort. Het onroerend erfgoed maakt deel uit van het cultureel erfgoed in België.
| Object                                                                               | Erfgoedstatus?                        | Bouwjaar of architect | Deelgemeente | Adres                                 | Coördinaten                  | Nummer? | Afbeelding                                                                           |
| ------------------------------------------------------------------------------------ | ------------------------------------- | --------------------- | ------------ | ------------------------------------- | ---------------------------- | ------- | ------------------------------------------------------------------------------------ |
| Woning                                                                               |                                       |                       | Nieuwpoort   | Arsenaalstraat 32                     | 51° 7' 47" NB, 2° 45' 17" OL | 16564   | Woning                                                                               |
| Rijksbasisschool, neotraditionele stijl 1922, met                                    |                                       |                       | Nieuwpoort   | Arsenaalstraat 35                     | 51° 7' 45" NB, 2° 45' 14" OL | 16565   | Rijksbasisschool, neotraditionele stijl 1922, met                                    |
| Les Pommiers, landhuis naar ontwerp van A. Hannaert 1922                             |                                       |                       | Sint-Joris   | Brugse Steenweg 19                    | 51° 7' 54" NB, 2° 45' 49" OL | 16566   | Les Pommiers, landhuis naar ontwerp van A. Hannaert 1922                             |
| Pastorie van de Onze-Lieve-Vrouwekerk, 1922, neo-Vlaams                              | Monument                              |                       | Nieuwpoort   | Hendrik Geeraertplein 2               | 51° 7' 44" NB, 2° 45' 7" OL  | 16569   | Pastorie van de Onze-Lieve-Vrouwekerk, 1922, neo-Vlaams                              |
| Hoekhuis, jaren 1920, A. Golenvaux                                                   |                                       |                       | Nieuwpoort   | Hoogstraat 16                         | 51° 7' 50" NB, 2° 45' 1" OL  | 16571   | Hoekhuis, jaren 1920, A. Golenvaux                                                   |
| Eclectisch hoekhuis jaren 1920                                                       |                                       |                       | Nieuwpoort   | Kaai 23                               | 51° 7' 60" NB, 2° 45' 3" OL  | 16572   | Eclectisch hoekhuis jaren 1920                                                       |
| Eclectisch rijhuis, Vlaamse-renaissancestijl, bree                                   |                                       |                       | Nieuwpoort   | Kokstraat 21                          | 51° 7' 53" NB, 2° 44' 55" OL | 16574   | Eclectisch rijhuis, Vlaamse-renaissancestijl, bree                                   |
| Twee enkelhuizen, naar ontwerp van E. Remacle 1922                                   |                                       |                       | Nieuwpoort   | Kokstraat 64-66                       | 51° 7' 47" NB, 2° 44' 57" OL | 16575   | Twee enkelhuizen, naar ontwerp van E. Remacle 1922                                   |
| Vroeger Hôtel de l'Espérance, thans 't Kasteeltje                                    | Monument                              |                       | Nieuwpoort   | Langestraat 78 Hoogstraat 2           | 51° 7' 56" NB, 2° 45' 1" OL  | 16577   | Vroeger Hôtel de l'Espérance, thans 't Kasteeltje                                    |
| Vredegerecht en Politiecommissariaat                                                 | Monument                              |                       | Nieuwpoort   | Langestraat 83-89                     | 51° 7' 56" NB, 2° 45' 9" OL  | 16578   | Vredegerecht en Politiecommissariaat                                                 |
| Vroeger Staats Middelbare Hoofdschool, Rijksmiddenschool Schoolgebouw                |                                       |                       | Nieuwpoort   | Luitenant Calbergstraat 16-18         | 51° 7' 51" NB, 2° 45' 18" OL | 16582   | Vroeger Staats Middelbare Hoofdschool, Rijksmiddenschool Schoolgebouw                |
| Sint-Bernarduscollege en Vrije Visserijschool, Instituut ten Bogaerde.               |                                       |                       | Nieuwpoort   | Marktplein 5, Sint-Sebastiaanstraat 2 | 51° 7' 42" NB, 2° 45' 11" OL | 16583   | Sint-Bernarduscollege en Vrije Visserijschool, Instituut ten Bogaerde.               |
| Hal en Belfort                                                                       | Monument                              |                       | Nieuwpoort   | Marktplein 6                          | 51° 7' 45" NB, 2° 45' 7" OL  | 16584   | Hal en Belfort                                                                       |
| Stadhuis                                                                             | Monument                              |                       | Nieuwpoort   | Marktplein 7                          | 51° 7' 45" NB, 2° 45' 4" OL  | 16585   | Stadhuis                                                                             |
| Breedhuis naar ontwerp van P. Vandervoort 1921, neoclassicistische stijl             |                                       |                       | Nieuwpoort   | Marktstraat 7                         | 51° 7' 54" NB, 2° 45' 7" OL  | 16586   | Breedhuis naar ontwerp van P. Vandervoort 1921, neoclassicistische stijl             |
| Breedhuis 1922, Léon Neirynck en Edouard Demorey,                                    |                                       |                       | Nieuwpoort   | Marktstraat 8                         | 51° 7' 54" NB, 2° 45' 10" OL | 16587   | Upload foto                                                                          |
| Neogotisch getinte breedhuizen naar ontwerp van J. Gunst 1922                        |                                       |                       | Nieuwpoort   | Marktstraat 19-23                     | 51° 7' 53" NB, 2° 45' 7" OL  | 16588   | Neogotisch getinte breedhuizen naar ontwerp van J. Gunst 1922                        |
| Breedhuis 1922, winkelpui                                                            |                                       |                       | Nieuwpoort   | Marktstraat 24                        | 51° 7' 52" NB, 2° 45' 9" OL  | 16589   | Breedhuis 1922, winkelpui                                                            |
| Breedhuizen F. Remacle, winkelpuien                                                  |                                       |                       | Nieuwpoort   | Marktstraat 34-36                     | 51° 7' 50" NB, 2° 45' 9" OL  | 16590   | Breedhuizen F. Remacle, winkelpuien                                                  |
| Eclectisch rijhuis naar ontwerp van V. Tinant, 1922, breedhuis                       |                                       |                       | Nieuwpoort   | Marktstraat 38                        | 51° 7' 50" NB, 2° 45' 9" OL  | 16591   | Eclectisch rijhuis naar ontwerp van V. Tinant, 1922, breedhuis                       |
| Posterijen, eclectische lijstgevel ca. 1922                                          |                                       |                       | Nieuwpoort   | Marktstraat 40                        | 51° 7' 50" NB, 2° 45' 9" OL  | 16592   | Posterijen, eclectische lijstgevel ca. 1922                                          |
| Breedhuis begin jaren 1920                                                           |                                       |                       | Nieuwpoort   | Marktstraat 40                        | 51° 7' 50" NB, 2° 45' 9" OL  | 16593   | Upload foto                                                                          |
| Herenhuis                                                                            |                                       |                       | Nieuwpoort   | Marktstraat 45                        | 51° 7' 50" NB, 2° 45' 6" OL  | 16594   | Herenhuis                                                                            |
| Bankgebouw, enkelhuis,naar ontwerp van A. Hannaert 1922                              |                                       |                       | Nieuwpoort   | Marktstraat 48                        | 51° 7' 49" NB, 2° 45' 9" OL  | 16595   | Bankgebouw, enkelhuis,naar ontwerp van A. Hannaert 1922                              |
| Diephuis, naar ontwerp van Ch. Crevits 1921, met winkelpui                           |                                       |                       | Nieuwpoort   | Marktstraat 50                        | 51° 7' 48" NB, 2° 45' 10" OL | 16596   | Diephuis, naar ontwerp van Ch. Crevits 1921, met winkelpui                           |
| Rijhuis neogotische inslag, breedhuis ca. 1922                                       |                                       |                       | Nieuwpoort   | Marktstraat 52                        | 51° 7' 48" NB, 2° 45' 8" OL  | 16597   | Rijhuis neogotische inslag, breedhuis ca. 1922                                       |
| Bankgebouw neobarokke inslag, hoekhuis, 1922, naar ontwerp van architect A. Daniëls  |                                       |                       | Nieuwpoort   | Marktstraat 56                        | 51° 7' 47" NB, 2° 0' 0" OL   | 16598   | Bankgebouw neobarokke inslag, hoekhuis, 1922, naar ontwerp van architect A. Daniëls  |
| Duynenhuys, refugium Ter Duinenabdij Koksijde                                        | Monument                              |                       | Nieuwpoort   | Oostendestraat 13-15                  | 51° 7' 58" NB, 2° 45' 7" OL  | 16599   | Duynenhuys, refugium Ter Duinenabdij Koksijde                                        |
| Neoclassicistisch rijhuis begin jaren 1920                                           |                                       |                       | Nieuwpoort   | Oostendestraat 30-32                  | 51° 7' 57" NB, 2° 45' 9" OL  | 16600   | Neoclassicistisch rijhuis begin jaren 1920                                           |
| Klooster der zusters Clarissen                                                       |                                       |                       | Nieuwpoort   | Hoogstraat 4                          | 51° 7' 54" NB, 2° 45' 2" OL  | 16603   | Klooster der zusters Clarissen                                                       |
| Eenheidsbebouwing met burgerhuis en herberg Gasthof De Beiaard                       |                                       |                       | Nieuwpoort   | Recollettenstraat 45-47               | 51° 7' 47" NB, 2° 45' 3" OL  | 16604   | Eenheidsbebouwing met burgerhuis en herberg Gasthof De Beiaard                       |
| Eenheidsbebouwing met werkplaats en arbeiderswoningen                                |                                       |                       | Nieuwpoort   | Schoolstraat 22-46                    | 51° 7' 52" NB, 2° 45' 22" OL | 16605   | Eenheidsbebouwing met werkplaats en arbeiderswoningen                                |
| Bommevrij, arsenaal 1818-1822, versterkt gebouw                                      | Monument                              |                       | Nieuwpoort   | Schoolstraat 48                       | 51° 7' 50" NB, 2° 45' 22" OL | 16606   | Bommevrij, arsenaal 1818-1822, versterkt gebouw                                      |
| Stedelijk slachthuis, en woning                                                      |                                       |                       | Nieuwpoort   | Slachthuisstraat 3                    | 51° 7' 58" NB, 2° 45' 19" OL | 16607   | Stedelijk slachthuis, en woning                                                      |
| Torenruïne parochiekerk Sint-Laurentius, Duvetorre, ook soms Tempelierstoren         | Monument                              |                       | Nieuwpoort   | Willem De Roolaan                     | 51° 7' 50" NB, 2° 45' 26" OL | 16608   | Torenruïne parochiekerk Sint-Laurentius, Duvetorre, ook soms Tempelierstoren         |
| Eertijds Davidsfondszaal, thans Zaal Cardijn                                         |                                       |                       | Nieuwpoort   | Willem De Roolaan 67                  | 51° 7' 44" NB, 2° 45' 13" OL | 16609   | Eertijds Davidsfondszaal, thans Zaal Cardijn                                         |
| Instituut Stella Maris, schoolcomplex                                                |                                       |                       | Nieuwpoort   | Willem De Roolaan 72                  | 51° 7' 42" NB, 2° 45' 14" OL | 16610   | Instituut Stella Maris, schoolcomplex                                                |
| Eclectische gevelwand                                                                |                                       |                       | Nieuwpoort   | Willem De Roolaan 76-112              | 51° 7' 42" NB, 2° 45' 2" OL  | 16611   | Eclectische gevelwand                                                                |
| De Renaissance, café-restaurant naar ontwerp van Ph. Van Marcke-Architecte-La Panne  |                                       |                       | Nieuwpoort   | Albert I laan 108                     | 51° 9' 2" NB, 2° 0' 0" OL    | 16613   | De Renaissance, café-restaurant naar ontwerp van Ph. Van Marcke-Architecte-La Panne  |
| Vroeger Villa Regina, thans Estacade                                                 |                                       |                       | Nieuwpoort   | Albert I laan 135-137                 | 51° 8' 58" NB, 2° 43' 18" OL | 16614   | Upload foto                                                                          |
| Villa Falstaff                                                                       | Monument                              |                       | Nieuwpoort   | Albert I laan 195                     | 51° 8' 55" NB, 2° 43' 2" OL  | 16615   | Villa Falstaff                                                                       |
| Respectievelijk Clos Normand en Ty Breiz, dubbelhuis en enkelhuis                    |                                       |                       | Nieuwpoort   | Albert I laan 247, 249                | 51° 8' 49" NB, 2° 42' 49" OL | 16616   | Respectievelijk Clos Normand en Ty Breiz, dubbelhuis en enkelhuis                    |
| Hurlebise, hoekhuis Art Deco invloed                                                 | Monument                              |                       | Nieuwpoort   | Albert I laan 110                     | 51° 9' 1" NB, 2° 43' 16" OL  | 16619   | Hurlebise, hoekhuis Art Deco invloed                                                 |
| Eigen woning architect P. Callebaut, 1956                                            | Monument                              |                       | Nieuwpoort   | Mosweg 7                              | 51° 8' 34" NB, 2° 43' 17" OL | 16620   | Eigen woning architect P. Callebaut, 1956                                            |
| Parochiekerk Sint-Bernardus, neoromaans bedehuis 1923                                |                                       |                       | Nieuwpoort   | Sint-Bernardusplein                   | 51° 8' 45" NB, 2° 42' 39" OL | 16621   | Parochiekerk Sint-Bernardus, neoromaans bedehuis 1923                                |
| Pastorie, hoekhuis, neo-Vlaamse-renaissance                                          |                                       |                       | Nieuwpoort   | Sint-Bernardusplein 2                 | 51° 8' 46" NB, 2° 42' 41" OL | 16622   | Pastorie, hoekhuis, neo-Vlaamse-renaissance                                          |
| White Residence, Le Grand Hôtel, hoekhuis                                            | Monument                              |                       | Nieuwpoort   | Albert I laan 112                     | 51° 9' 1" NB, 2° 43' 10" OL  | 16623   | White Residence, Le Grand Hôtel, hoekhuis                                            |
| Villa Crombez                                                                        | stadsgezicht                          |                       | Nieuwpoort   | Zeedijk 13 Albert I laan 124-126      | 51° 8' 59" NB, 2° 43' 7" OL  | 16624   | Villa Crombez                                                                        |
| Respectievelijk Marie-Joseph, Matabish en Villa Ghislaine                            |                                       |                       | Nieuwpoort   | Zeedijk 41-44                         | 51° 8' 53" NB, 2° 42' 51" OL | 16626   | Respectievelijk Marie-Joseph, Matabish en Villa Ghislaine                            |
| Villa des Flots                                                                      |                                       |                       | Nieuwpoort   | Zeedijk 64                            | 51° 8' 50" NB, 2° 42' 45" OL | 16629   | Upload foto                                                                          |
| Les Lutins, breedhuis neoclassicistische stijl uit de jaren 1920 (?)                 |                                       |                       | Nieuwpoort   | Zeedijk 73                            | 51° 8' 48" NB, 2° 42' 42" OL | 16631   | Les Lutins, breedhuis neoclassicistische stijl uit de jaren 1920 (?)                 |
| Breedhuis cottagestijl jaren 1920                                                    |                                       |                       | Nieuwpoort   | Zeedijk 110                           | 51° 8' 43" NB, 2° 42' 29" OL | 16641   | Breedhuis cottagestijl jaren 1920                                                    |
| Groot Noordhof / Groet Noorthuys, herenhoeve midden een deels bewaarde omwalling     |                                       |                       | Ramskapelle  | Diksmuidse Weg 8-10                   | 51° 5' 39" NB, 2° 0' 0" OL   | 16642   | Groot Noordhof / Groet Noorthuys, herenhoeve midden een deels bewaarde omwalling     |
| Hoevecomplex Oosthof                                                                 |                                       |                       | Ramskapelle  | Diksmuidse Weg 11                     | 51° 5' 52" NB, 2° 47' 11" OL | 16643   | Hoevecomplex Oosthof                                                                 |
| Klein Noordhof / Cleyn Noorthuys, hoeve,                                             |                                       |                       | Ramskapelle  | Diksmuidse Weg 14                     | 51° 5' 49" NB, 2° 46' 0" OL  | 16644   | Klein Noordhof / Cleyn Noorthuys, hoeve,                                             |
| Pastorie, hoekhuis 1923, wederopbouwarchitectuur                                     |                                       |                       | Ramskapelle  | Hemmestraat 1                         | 51° 6' 35" NB, 2° 45' 45" OL | 16645   | Pastorie, hoekhuis 1923, wederopbouwarchitectuur                                     |
| Arbeiderswoningen in wederopbouwarchitectuur                                         |                                       |                       | Ramskapelle  | Hemmestraat 3-15                      | 51° 6' 36" NB, 2° 45' 47" OL | 16646   | Arbeiderswoningen in wederopbouwarchitectuur                                         |
| Wolvennest ook Merkemhof, hoeve wederopbouwarchitectuur uit de jaren 1920            |                                       |                       | Ramskapelle  | Hemmestraat 40                        | 51° 6' 23" NB, 2° 47' 40" OL | 16647   | Wolvennest ook Merkemhof, hoeve wederopbouwarchitectuur uit de jaren 1920            |
| Hoeve wederopbouwarchitectuur                                                        |                                       |                       | Ramskapelle  | Koolhofstraat 5                       | 51° 6' 40" NB, 2° 44' 56" OL | 16648   | Hoeve wederopbouwarchitectuur                                                        |
| Koolhof, hoeve losse bestanddelen                                                    |                                       |                       | Ramskapelle  | Koolhofstraat 7                       | 51° 6' 41" NB, 2° 44' 33" OL | 16649   | Koolhof, hoeve losse bestanddelen                                                    |
| 't Jockveldt, wederopbouwarchitectuur                                                |                                       |                       | Ramskapelle  | Molenstraat 30                        | 51° 6' 13" NB, 2° 45' 11" OL | 16650   | 't Jockveldt, wederopbouwarchitectuur                                                |
| Schoolmeestershuis en schoolgebouwtje, jaren 1920                                    |                                       |                       | Ramskapelle  | Ramskapellestraat 84                  | 51° 6' 31" NB, 2° 45' 43" OL | 16651   | Schoolmeestershuis en schoolgebouwtje, jaren 1920                                    |
| Hoeve, Eendenhof of Ferme des Canards, 1921                                          |                                       |                       | Sint-Joris   | Brugse Steenweg 108                   | 51° 7' 43" NB, 2° 47' 18" OL | 16652   | Hoeve, Eendenhof of Ferme des Canards, 1921                                          |
| Parochiekerk Sint-Joris, neogotisch bedehuis naar ontwerp van architect G. Hendrickx |                                       |                       | Sint-Joris   | Sint-Jorisplein                       |                              | 16653   | Parochiekerk Sint-Joris, neogotisch bedehuis naar ontwerp van architect G. Hendrickx |
| Eenheidsbebouwing met twee burgerhuizen                                              |                                       |                       | Nieuwpoort   | Duinkerkestraat 38-40                 | 51° 7' 39" NB, 2° 44' 57" OL | 83676   | Eenheidsbebouwing met twee burgerhuizen                                              |
| Parochiekerk Onze-Lieve-Vrouw                                                        | Monument                              |                       | Nieuwpoort   | Onze Lieve Vrouwstraat                | 51° 7' 44" NB, 2° 45' 4" OL  | 83677   | Parochiekerk Onze-Lieve-Vrouw                                                        |
| Burgerhuis                                                                           | Monument                              |                       | Nieuwpoort   | Onze Lieve Vrouwstraat 5              | 51° 7' 44" NB, 2° 44' 59" OL | 83678   | Burgerhuis                                                                           |
| Burgerhuis in neotraditionele stijl                                                  | Monument                              |                       | Nieuwpoort   | Onze Lieve Vrouwstraat 7              | 51° 7' 44" NB, 2° 44' 59" OL | 83679   | Burgerhuis in neotraditionele stijl                                                  |
| Maria's huis                                                                         | Monument                              |                       | Nieuwpoort   | Onze Lieve Vrouwstraat 9              | 51° 7' 44" NB, 2° 44' 59" OL | 83680   | Maria's huis                                                                         |
| Burgerhuis, Villa Alphonse                                                           |                                       |                       | Nieuwpoort   | Onze Lieve Vrouwstraat 16             | 51° 7' 39" NB, 2° 45' 2" OL  | 83681   | Burgerhuis, Villa Alphonse                                                           |
| Deels vrijstaand hoekhuis bij Willem Deroolaan                                       | Monument                              |                       | Nieuwpoort   | Onze Lieve Vrouwstraat 17             | 51° 7' 41" NB, 2° 44' 59" OL | 83682   | Deels vrijstaand hoekhuis bij Willem Deroolaan                                       |
| Parochiekerk St-Laurentius                                                           |                                       |                       | Ramskapelle  | Hemmestraat 2                         | 51° 6' 34" NB, 2° 45' 47" OL | 83683   | Parochiekerk St-Laurentius                                                           |
| Sas, 'Kattesas' of 'Oude Veurnesas' met ontwateringssluis                            | Monument                              |                       | Nieuwpoort   | Albert I laan                         | 51° 8' 6" NB, 2° 44' 38" OL  | 200701  | Sas, 'Kattesas' of 'Oude Veurnesas' met ontwateringssluis                            |
| Sluizencomplex 'De Ganzepoot'                                                        |                                       |                       | Nieuwpoort   | Westendelaan                          | 51° 8' 5" NB, 2° 45' 27" OL  | 126656  | Sluizencomplex 'De Ganzepoot'                                                        |
| Vuurtoren en betonnen hekwerk                                                        | Monument                              |                       | Nieuwpoort   | Oude Zeedijk                          | 51° 9' 17" NB, 2° 43' 48" OL | 200822  | Vuurtoren en betonnen hekwerk                                                        |
| Restanten van de marine kustbatterij Ramien                                          | Monument                              |                       | Nieuwpoort   | Oude Zeedijk                          | 51° 9' 11" NB, 2° 43' 39" OL | 200824  | Upload foto                                                                          |
| Britse militaire begraafplaats Ramscappelle Road Military Cemetery                   | Monument                              |                       | Sint-Joris   | Brugse Steenweg                       | 51° 7' 42" NB, 2° 46' 4" OL  | 200825  | Britse militaire begraafplaats Ramscappelle Road Military Cemetery                   |
| Gedenkteken voor de militaire en burgerlijke doden van Nieuwpoort                    | Monument                              |                       | Nieuwpoort   | Onze Lieve Vrouwstraat                | 51° 7' 43" NB, 2° 45' 1" OL  | 200826  | Gedenkteken voor de militaire en burgerlijke doden van Nieuwpoort                    |
| Demarcatiepaal nr. 13                                                                | Monument                              |                       | Nieuwpoort   | Brugse Steenweg                       | 51° 9' 3" NB, 2° 43' 19" OL  | 200829  | Demarcatiepaal nr. 13                                                                |
| Demarcatiepaal nr. 9                                                                 | Monument                              |                       | Nieuwpoort   | Lombardsijdestraat                    | 51° 9' 3" NB, 2° 43' 19" OL  | 200829  | Demarcatiepaal nr. 9                                                                 |
| Demarcatiepaal nr. 3                                                                 | Monument                              |                       | Ramskapelle  | Molenstraat                           | 51° 9' 3" NB, 2° 43' 19" OL  | 200829  | Demarcatiepaal nr. 3                                                                 |
| Demarcatiepaal nr. 2                                                                 | Monument                              |                       | Nieuwpoort   | Westendelaan                          | 51° 9' 3" NB, 2° 43' 19" OL  | 200829  | Demarcatiepaal nr. 2                                                                 |
| Restanten van het steunpunt Seeckt                                                   | Monument                              |                       | Nieuwpoort   | Kustweg                               | 51° 9' 36" NB, 2° 44' 49" OL | 200831  | Upload foto                                                                          |
| Versterkte stationsruïne                                                             | Monument                              |                       | Ramskapelle  | Hemmestraat 30                        | 51° 6' 39" NB, 2° 46' 4" OL  | 200833  | Versterkte stationsruïne                                                             |
| Fabrieksschoorsteen en ateliergebouw van steenbakkerij                               | Monument (schoorsteen, ateliergebouw) |                       | Ramskapelle  | Koolhofstraat                         | 51° 6' 40" NB, 2° 44' 24" OL | 200834  | Fabrieksschoorsteen en ateliergebouw van steenbakkerij                               |
| Schoorsteen van vlasroterij                                                          | Monument                              |                       | Nieuwpoort   | Koolhofstraat                         | 51° 6' 42" NB, 2° 44' 24" OL | 200837  | Schoorsteen van vlasroterij                                                          |
| Belgische militaire begraafplaats                                                    | Monument                              |                       | Ramskapelle  | Ramskapellestraat                     | 51° 6' 50" NB, 2° 45' 51" OL | 200838  | Belgische militaire begraafplaats                                                    |
| Standbeeld voor het 7de Linieregiment                                                | Monument                              |                       | Sint-Joris   | Brugse Steenweg                       | 51° 7' 38" NB, 2° 48' 4" OL  | 200840  | Standbeeld voor het 7de Linieregiment                                                |
| Duitse mitrailleurspost Tobruk                                                       | Monument                              |                       | Ramskapelle  | Ramskapellestraat                     |                              | 213433  | Duitse mitrailleurspost Tobruk                                                       |

## Zie ook

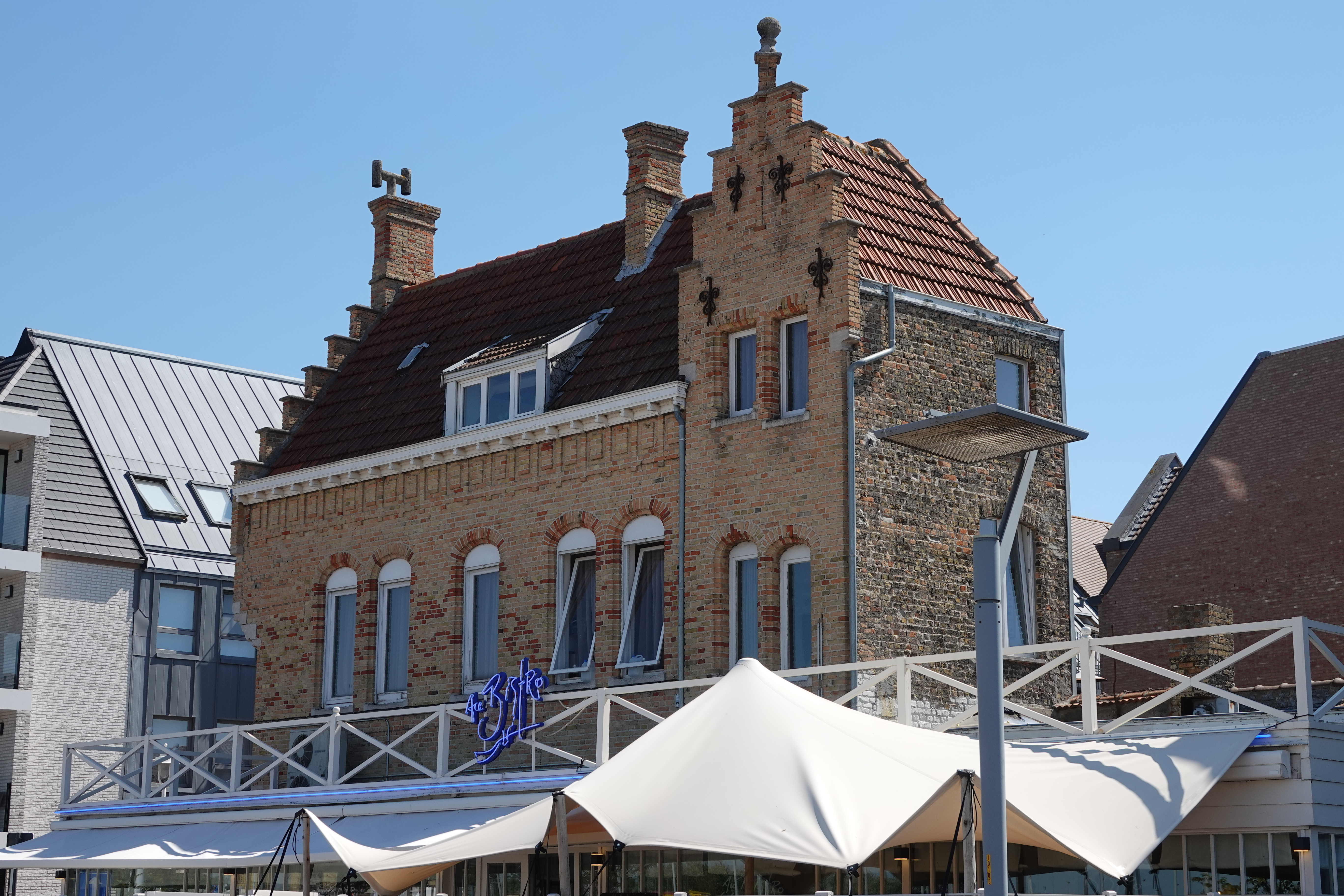
lijst van onroerend erfgoed in Nieuwpoort